# Велянова къща
Веляновата къща е възрожденска постройка в град Банско, България, обявена в 1967 година за паметник на културата с национално значение. Сградата е изографисана от представителя Дебърската художествена школа уста Велян Огненов. В архитектурен план сградата е типичен пример за банска укрепена къща, интериорът ѝ също е характерен за епохата.

## Архитектура
Сградата е построена в XVIII век. В 30-те години на XIX век е подарена на тресончанина майстор Велян Огненов. Той я преустройва и изписва отвън и отвътре. Постройката е двуетажна, построена предимно от масивна каменна зидария – приземие и жилищен етаж. В южната част на къщата е укрепеното ядро. Приземието включва изба и двуделно скривалище, което е засводено в същинската си част. Зидана стълба от преддверието на скривалището го свързва със стая в укрепеното ядро. Над мазето е гостна – втора укрепена стая. В приземието на север е подникът – помещението за животните.
На жилищния етаж главната фасада с отворен чардак е ориентирана на юг. В източната част на втория етаж зад чардака са разположени ветробранно преддверие (боария), стая с огнище, свързана със складово помещение и стръмна неподвижна стълба към неизползваемото подпокривно пространство. Велян Огненов построява нови помещения на север – в приземието стая за ратаите, а на етажа Синята стая и санитарен възел.
Къщата има малки прозорци с железни решетки, залостващи се врати, вътрешни и външни бойници.

## Стенописи
Веляновата къща се откроява в най-голяма степен с богатото си декоративно оформление, което контрастира на строгостта на архитектурата и укрепеността на сградата. Интериорът и фасадите са декорирани с дърворезба и стенописи. На централната фасада има пана с растителни композиции, барокови елементи, клонки и птици. В ниските части на стените има пана, а над тях фризове с богати орнаменти и пейзажи със сцени от бита – подобна вертикална композиция напомня на църковната украса. В сцените Велян Огненов изобразява заливи, крепости, църкви, сгради, растителност. С високо качество е изработката на резбованата розетка на тавана на чардака и капителите на колоните му.
- Стенописи